# 朱迪·普莱费尔
朱迪·普莱费尔（英語：Judy Playfair，1953年9月14日—），澳大利亚女子游泳运动员，主攻蛙泳。她曾代表澳大利亚参加1968年夏季奥林匹克运动会游泳比赛，获得女子4×100米混合泳接力银牌。